# Plectrocnemia tsukuiensis
Plectrocnemia tsukuiensis är en nattsländeart som först beskrevs av Kobayashi 1984.  Plectrocnemia tsukuiensis ingår i släktet Plectrocnemia och familjen fångstnätnattsländor. Inga underarter finns listade i Catalogue of Life.